# Dany Roussin
Dany Roussin (né le 9 janvier 1985 à Québec, dans la province de Québec, au Canada) est un joueur professionnel canadien de hockey sur glace,.

## Carrière de joueur
En 2001, il débute avec les Castors de Sherbrooke de la Ligue de hockey junior majeur du Québec. Le 13 décembre 2002, il est échangé à l'Océanic de Rimouski en retour de Gabriel Balasescu. L'équipe remporte la Coupe du président 2005. Elle s'incline par la suite en finale de la Coupe Memorial contre les Knights de London. Roussin fut repêché à deux reprises par des clubs de la Ligue nationale de hockey. La première fois, ce fut par les Panthers de la Floride en 2003 en 7e ronde, 223e au total. N'ayant signé aucun contrat avec les Panthers, il fut à nouveau éligible au repêchage en 2005. Cette fois, les Kings de Los Angeles en firent un choix de 2e ronde, en 50e position. Il participe avec l'équipe LHJMQ au Défi ADT Canada-Russie en 2003 et 2004.
Il rejoint donc l'organisation des Kings lors de la saison 2005-2006 où il joua avec le club-école de ces derniers, les Monarchs de Manchester de la Ligue américaine de hockey et les Royals de Reading de la East Coast Hockey League.
En 2008, il commence la saison avec les Condors de Bakersfield. En novembre, il est recruté par les Diables Rouges de Briançon de la Ligue Magnus. Il remplace Karl Gagné dont la saison est terminée à la suite d'une rupture du ligament croisé antérieur du genou gauche. L'équipe s'incline en finale de Coupe de la Ligue contre les Brûleurs de Loups de Grenoble 4-3 après prolongation. Les briançonnais, premiers de la saison régulière, sont défaits trois victoires à une en finale de la Ligue Magnus contre cette même équipe. En cette fin de saison Luciano Basile l'aligne sur la deuxième ligne avec Mickaël Pérez et Damien Raux. Les grenoblois réalisent le quadruplé avec en plus le match des champions et la Coupe de France.
À l’été 2009, il revient au Canada et il signe avec le CRS Express de Saint-Georges de la Ligue nord-américaine de hockey. Il connaît une excellente saison, terminant au premier rang des buteurs de l’équipe. De plus il gagne la Coupe Futura et il est nommé la recrue offensive de l’année.
Le 20 juillet 2010, il signe une prolongation de contrat avec l’équipe, qui porte maintenant le nom du Cool FM 103,5 de Saint-Georges.
Le 8 janvier 2014 il est échangé en compagnie de Michael Novosad, Michel Robinson et les droits de Jean-Philip Chabot aux Marquis de Jonquière. En retour le Cool FM obtient David Chicoine, Dominic Jalbert et Bryan Main.

## Statistiques

### En club
| Saison    | Équipe                         | Ligue          |    | Saison régulière | Saison régulière | Saison régulière | Saison régulière | Saison régulière |    | Séries éliminatoires | Séries éliminatoires | Séries éliminatoires | Séries éliminatoires | Séries éliminatoires |
| Saison    | Équipe                         | Ligue          | PJ | B                | A                | Pts              | Pun              | PJ               | B  | A                    | Pts                  | Pun                  |                      |                      |
| 2001-2002 | Castors de Sherbrooke          | LHJMQ          | 66 | 10               | 14               | 24               | 38               | -                | -  | -                    | -                    | -                    |                      |                      |
| 2002-2003 | Castors de Sherbrooke          | LHJMQ          | 33 | 8                | 8                | 16               | 18               | -                | -  | -                    | -                    | -                    |                      |                      |
| 2002-2003 | Océanic de Rimouski            | LHJMQ          | 38 | 12               | 26               | 38               | 69               | -                | -  | -                    | -                    | -                    |                      |                      |
| 2003-2004 | Océanic de Rimouski            | LHJMQ          | 66 | 59               | 58               | 117              | 70               | 9                | 2  | 10                   | 12                   | 12                   |                      |                      |
| 2003      | Équipe LHJMQ                   | Défi ADT       | 2  | 0                | 0                | 0                | 0                |                  |    |                      |                      |                      |                      |                      |
| 2004-2005 | Océanic de Rimouski            | LHJMQ          | 69 | 54               | 62               | 116              | 66               | 13               | 11 | 9                    | 20                   | 8                    |                      |                      |
| 2004      | Équipe LHJMQ                   | Défi ADT       | 2  | 0                | 0                | 0                | 0                |                  |    |                      |                      |                      |                      |                      |
| 2005      | Océanic de Rimouski            | Coupe Memorial | -  | -                | -                | -                | -                | 5                | 3  | 6                    | 9                    | 4                    |                      |                      |
| 2005-2006 | Royals de Reading              | ECHL           | 41 | 22               | 23               | 45               | 14               | 1                | 0  | 1                    | 1                    | 0                    |                      |                      |
| 2005-2006 | Monarchs de Manchester         | LAH            | 29 | 4                | 2                | 6                | 24               | 3                | 1  | 1                    | 2                    | 0                    |                      |                      |
| 2006-2007 | Royals de Reading              | ECHL           | 47 | 8                | 17               | 25               | 24               | -                | -  | -                    | -                    | -                    |                      |                      |
| 2006-2007 | Monarchs de Manchester         | LAH            | 15 | 4                | 2                | 6                | 9                | -                | -  | -                    | -                    | -                    |                      |                      |
| 2007-2008 | Royals de Reading              | ECHL           | 65 | 23               | 34               | 57               | 36               | 13               | 6  | 4                    | 10                   | 10                   |                      |                      |
| 2008-2009 | Condors de Bakersfield         | ECHL           | 5  | 0                | 3                | 3                | 2                | -                | -  | -                    | -                    | -                    |                      |                      |
| 2008-2009 | Briançon                       | Ligue Magnus   | 16 | 13               | 16               | 29               | 14               | 12               | 5  | 3                    | 8                    | 10                   |                      |                      |
| 2008-2009 | Briançon                       | CdlL           | 4  | 3                | 2                | 5                | 2                | -                | -  | -                    | -                    | -                    |                      |                      |
| 2009-2010 | CRS Express de Saint-Georges   | LNAH           | 43 | 30               | 22               | 52               | 28               | 18               | 12 | 12                   | 24                   | 12                   |                      |                      |
| 2010-2011 | Cool FM 103,5 de Saint-Georges | LNAH           | 41 | 25               | 15               | 40               | 52               | 9                | 1  | 4                    | 5                    | 10                   |                      |                      |
| 2011-2012 | Cool FM 103,5 de Saint-Georges | LNAH           | 48 | 17               | 28               | 45               | 50               | -                | -  | -                    | -                    | -                    |                      |                      |
| 2012-2013 | Cool FM 103,5 de Saint-Georges | LNAH           | 40 | 24               | 23               | 47               | 19               | 4                | 2  | 0                    | 2                    | 4                    |                      |                      |
| 2013-2014 | Cool FM 103,5 de Saint-Georges | LNAH           | 24 | 9                | 10               | 19               | 14               | -                | -  | -                    | -                    | -                    |                      |                      |
| 2013-2014 | Marquis de Jonquière           | LNAH           | 17 | 3                | 5                | 8                | 14               | 16               | 3  | 4                    | 7                    | 14                   |                      |                      |
| 2014-2015 | Marquis de Jonquière           | LNAH           | 20 | 8                | 9                | 17               | 12               |                  |    |                      |                      |                      |                      |                      |

### En équipe nationale
| Année | Compétition                          |   | PJ | B | A | Pts | Pun | +/-           |  | Résultats |
| 2003  | Championnat du monde moins de 18 ans | 7 | 0  | 1 | 1 | 16  | +2  | Médaille d'or |  |           |

## Carrière internationale
Il a représenté l'Équipe du Canada lors du Championnat du monde moins de 18 ans 2003. Le Canada remporte alors le titre mondial.

## Trophées et honneurs personnels
- Ligue de hockey junior majeur du Québec
  - 2003-2004 : élu dans la première équipe d'étoiles.
  - 2004-2005 : élu dans la deuxième équipe d'étoiles, remporte la Coupe du président et participe à la Coupe Memorial avec l'Océanic de Rimouski.
- Ligue nord-américaine de hockey
  - 2009-2010 : remporte le Trophée de la recrue offensive et la Coupe Futura avec le CRS Express de Saint-Georges.
  - 2013-2014 : remporte la Coupe Canam avec les Marquis de Jonquière.